# 05A-215
Die 05A-215 ist eine Fernstraße regionaler Bedeutung in der Region Primorje im Fernen Osten Russlands. Sie führt von Ussurijsk in nordwestlicher Richtung zum russisch-chinesischen Grenzübergang Pogranitschny-Suifenhe. Sie ist Teil des AH6 im Asiatischen Fernstraßen-Projekt. In China führt die Straße als G301 weiter über Harbin zur russischen Grenze südöstlich von Tschita. Die 05A-215 hat so auch internationale Bedeutung und stellt für den innerrussischen Verkehr eine potenzielle Abkürzung der Verbindung der Region Primorje mit dem Rest Russlands dar.
Seit den 1980er-Jahren war die Straße als A184 ausgezeichnet; die heutige Nummer erhielt sie 2010, wobei die alte Nummer noch bis 2017 alternativ in Gebrauch war.

## Verlauf
| km  | Orte                                 | Kreuzungen                                                                |
| --- | ------------------------------------ | ------------------------------------------------------------------------- |
| 0   | Ussurijsk                            | A370 Ussuri (Wladiwostok – Chabarowsk; früher M60)                        |
| 7   | Nowonikolsk                          | Abzweig der 05K-321 (früher A186) nach Korfowka                           |
| 35  | Galjonki                             | Abzweig der 05A-216 (früher A187) Richtung Dongning (Volksrepublik China) |
| 51  | Lipowzy                              |                                                                           |
| 64  | Druschba                             |                                                                           |
| 75  |                                      | Abzweig nach Kamen-Rybolow                                                |
| 86  | Barano-Orenburgskoje                 |                                                                           |
| 96  | Pogranitschny                        |                                                                           |
| 114 | Grenzübergang Pogranitschny-Suifenhe |                                                                           |